# Duparquet (Québec)
Pour les articles homonymes, voir Duparquet.
Duparquet est une ville située dans la MRC d'Abitibi-Ouest en Abitibi-Témiscamingue, au Québec (Canada).

## Toponymie
« La découverte en 1912 d'une riche veine aurifère près du lac Duparquet par un prospecteur du nom de Beattie, qui allait donner un nom à la société minière Beattie Gold Mine, amena la création de la ville qui tire son nom du canton - proclamé en 1916 - où elle se situe en 1933, année de la création du bureau de poste homonyme, et qui honore la mémoire d'un capitaine de grenadiens au régiment de La Sarre, lequel faisait partie de l'armée du général Montcalm.
Commandant de bataillon, Duparquet fut blessé le 28 avril 1760, lors d'une attaque des troupes de Lévis contre les Anglais qui occupaient Québec. L'endroit a porté les noms successifs d'Akokekami, les eaux profondes, Lac-à-l'Os-Sec et Mine-Beattie, parce que la Beattie Gold Mine y a exploité entre 1933 et 1956, date de sa fermeture, une mine d'or dont les retombées économiques ont assuré la prospérité des Duparquetois.
À l'origine, on avait songé à nommer la paroisse "Saint-Laurent-sur-Rivière-Duparquet", mais elle prit le nom de Saint-Albert-le-Grand en 1939. Caractérisée par la production minière et les facilités de villégiature, cette ville, située entre Rapide-Danseur et D'Alembert, constitue un paradis où pêcheurs et chasseurs se donnent rendez-vous ».

## Histoire

### Chronologie
- 1916 : Proclamation du canton de Duparquet.
- 13 avril 1933 : Constitution de la ville de Duparquet.
- 7 juillet 1984 : Annexion d'un territoire non organisé (TNO) à la ville de Duparquet

## Gentilé
Les personnes qui habitent la ville de Duparquet sont appelés "Duparquetois" et "Duparquetoise".

## Démographie
| 1941  | 1951  | 1956  | 1961 | 1966 | 1971 | 1976 | 1981 | 1986 |
| ----- | ----- | ----- | ---- | ---- | ---- | ---- | ---- | ---- |
| 1 384 | 1 485 | 1 144 | 978  | 913  | 786  | 642  | 581  | 640  |

| 1991 | 1996 | 2001 | 2006 | 2011 | 2016 | 2021 | - | - |
| ---- | ---- | ---- | ---- | ---- | ---- | ---- | - | - |
| 680  | 738  | 675  | 639  | 657  | 666  | 716  | - | - |

## Administration
Les élections municipales se font en bloc pour le maire et les six conseillers.
| Duparquet Maires depuis 2002                                                                                         |                           |                                           |          |
| Élection | Maire                     | Qualité                                   | Résultat |
| 2002 | Gilbert Rivard            |                                           | Voir     |
| 2005 | Gilbert Rivard            | Voir                                      |          |
| 2009 | Gilbert Rivard            | Voir                                      |          |
| 2013 | Gilbert Rivard            | Voir                                      |          |
| 2017 | Gilbert Rivard            | Voir                                      |          |
| août 2019 | Jacques Ricard            | Pro-maire (2019-21) Démission (déc. 2022) | Voir     |
| 2021 | Jacques Ricard            | Pro-maire (2019-21) Démission (déc. 2022) | Voir     |
| déc. 2022 | Véronique Drouin-Lecompte | Mairesse suppléante                       | Voir     |
| fév. 2023 | Denis Blais               | Conseiller municipal (2019-2023)          | Voir     |
| Élection partielle en italique Depuis 2005, les élections sont simultanées dans toutes les municipalités québécoises |                           |                                           |          |